# Danh sách thân vương Salerno
Đây là danh sách lãnh đạo của Thân vương quốc Salerno.
Khi Vương công Sicard xứ Benevento bị Radelchis ám sát vào năm 839, nhân dân Salerno đã kịp thời tôn xưng vương đệ của ông là Siconulf làm Thân vương của xứ này. Chiến tranh nổ ra giữa Radelchis và Siconulf cho đến khi Hoàng đế Louis II phải đứng ra hòa giải và buộc cả hai bên ký hòa ước vào năm 851, công nhận Siconulf là Thân vương Salerno. Niên đại rất khó hiểu từ đó cho đến vụ ám sát Adhemar, khi một triều đại mới lên thay. Dưới đây là những người cai trị:
- 840–851 Siconulf
- 851–853 Sico II
- 853 Pietro
- 853–861 Adhemar
- 861–880 Guaifer
- 880–900 Guaimar I
- 900–946 Guaimar II
- 946–978 Gisulf I
  - 973 Landulf xứ Conza, đối lập
- 978–981 Pandulf I Đầu sắt, còn trị vì Benevento–Capua (từ năm 961) và Spoleto (từ năm 967)
- 981 Pandulf II (tuyên bố "thừa kế" vào năm 973)
- 981–983 Manso, còn là Công tước Amalfi (966–1004)
- 981–983 John I, con trai, đồng cai trị với Manso
- 983–994 John II
- 994–1027 Guaimar III
- 1027–1052 Guaimar IV, còn trị vì Amalfi (1039–1043), Gaeta (1040–1041), và Capua (1038–1047) 
  - 1052 Pandulf (III), tiếm vị
- 1052–1077 Gisulf II, còn trị vì Amalfi (1088–1089)

Salerno đã bị liên quân người Norman của Robert Guiscard và Thân vương Richard I xứ Capua bao vây cho đến khi toàn thành phố thất thủ vào ngày 13 tháng 12 năm 1076. Vương công Gisulf II đầu hàng vào năm tới và thân vương quốc, quốc gia Lombard cuối cùng ở Ý chính thức tiêu vong. Salerno trở thành thủ đô của công quốc Apulia, Calabria và Sicilia của Guiscard.
"Thân vương Salerno" cũng là một danh hiệu do Charles I xứ Napoli (trị vì 1266-1285) tạo ra dành cho con trai mình, về sau là Charles II xứ Napoli. Nó được sử dụng thường xuyên cho những người thừa kế của các vị Vua xứ Napoli và sau đó là Hai Siciliia. Vào thế kỷ thứ mười bốn, hầu hết tỉnh Salerno đã trở thành lãnh thổ của Thân vương Sanseverino.